# Port lotniczy Mariańskie Łaźnie
Port lotniczy Mariańskie Łaźnie (cz.: Letiště Mariánské Lázně, kod IATA: MKA, kod ICAO: LKMR) – port lotniczy położony w czeskich Mariańskich Łaźniach.